# セサミストリート危機一髪
『セサミストリート危機一髪』（Sesame Street All-Star 25th Birthday: Stars and Street Forever!）は、1994年5月18日にABCネットワークで放送されたアメリカ合衆国の『セサミストリート』の特別番組。日本では1995年1月3日にNHK教育でテレビスペシャルとして、9:00 - 9:50（JST）で放送。

## ストーリー
金持ちの大物であるロナルド・グランプ（ドナルド・トランプのパロディ）は、「セサミストリートを壊して、グランプ・タワーを建てるぞ！」と考えていた。仲間たちは果たして、グランプ・タワーの設立をやめさせることはできるのか！？

## 出演者
- 声優はテレビスペシャル版、ナレーションは江原正士。この作品でのエルモは神代知衣だが、エルモのクリスマスでは三ツ矢雄二に戻っている。

| マペット                      | 担当俳優                            | 日本語吹替          |
| ----------------------------- | ----------------------------------- | ------------------- |
| ビッグバード                  | キャロル・スピニー                  | 水島裕允            |
| オスカー                      | キャロル・スピニー                  | 江原正士            |
| エルモ                        | ケビン・クラッシュ                  | 神代知衣            |
| ゾーイ                        | フラン・ブリル                      | 井上喜久子          |
| テリー                        | マーティン・ロビンソン              | 玄田哲章            |
| ウサギのベニー                | ケビン・クラッシュ                  | 富山敬              |
| スライミー                    | マーティン・ロビンソン              | 神代知衣            |
| カウント伯爵                  | ジェリー・ネルソン                  | 江原正士            |
| 登場人物                      | 担当俳優                            | 日本語吹替          |
| ルイス                        | エミリオ・デルガード                | 金尾哲夫            |
| マリア                        | ソニア・マンザーノ                  | 滝沢久美子          |
| ゴードン                      | ロスコー・オーマン                  | 玄田哲章            |
| ルーシー                      | ルース・バジー                      | 一柳みる            |
| カルロ                        | カルロ・アルバン                    | 井上喜久子          |
| セリーナ                      | アネット・カルド                    | さとうあい          |
| サビオン                      | セビアン・クローバー                | 鳥海勝美            |
| ギャビー                      | デジレー・カサード                  | 神代知衣            |
| タラ                          | タラ・シェーファー                  | 神代知衣            |
| ドナルド・グランプ            | ジョー・ペシ                        | 青野武              |
| Worm TV(ワームテレビ)の司会者 | レア・パールマン ダニー・デヴィート | 滝沢久美子 玄田哲章 |
| チャズ                        | チャールズ・グローディン            | 富山敬              |
| キャシー記者                  | ジュリア・ルイス＝ドレイファス      | 井上喜久子          |
| 希望の妖精 (グッド・ホープ)   | ロージー・オドネル                  | さとうあい          |
| ビッシー                      | スーザン・サランドン                | 一柳みる            |
| 25/25の女性アナウンサー       | バーバラ・ウォルターズ              | さとうあい          |
| レジス・フィルビン            | 本人                                | 江原正士            |
| キャシー・リー・ギフォード    | 本人                                | 滝沢久美子          |
| タグ・ガイ (TOUGH GUY)        | ジョン・グッドマン                  | 金尾哲夫            |

### アーカイブ出演
- サリー・フィールド
- ジョディ・フォスター
- ウーピー・ゴールドバーグ
- レナ・ホーン
- ジェレミー・アイアンズ
- ボー・ジャクソン
- マーティン・ショート（エド・グリムリー）
- ビリー・クリスタル
- ジョン・キャンディ
- レイ・チャールズ
- グレン・クローズ
- ジェイミー・リー・カーティス
- アネット・ベニング
- キャンディス・バーゲン
- イツァーク・パールマン
- リンダ・ロンシュタット
- ダイアナ・ロス
- バーバラ・ウォルターズ
- フィービー・ケイツ
- ケヴィン・クライン
- マヤ・アンジェロウ
- アン・ヴォーグ
- アーロン・ネヴィル
- ヘンリー・ウィンクラー (フォンジー)
- ジェイ・レノ
- キャロル・ケイン
- ジュリア・ロバーツ
- ジム・キャリー
- ジェーン・カーティン
- マリサ・トメイ
- メル・ギブソン
- ロビン・ウィリアムズ
- ポール・サイモン
- リリー・トムリン（アーネスティン）
- デンゼル・ワシントン
- マーリー・マトリン
- パティ・ラベル
- マリリン・ホーン
- ウィル・リー（フーパーさん役）[2]

## 日本語版スタッフ
- 翻訳 - 野口尊子
- 演出 - 河村常平
- 録音 - 室克巳
- 効果 - 遠藤尭雄

## 今週の文字と数字
| 数字 | 文字                  | 担当                                           | 日本語吹き替え |
| ---- | --------------------- | ---------------------------------------------- | -------------- |
| 25   | 文字のA文字のB文字のC | 25/25の女性アナウンサー バーバラ・ウォルターズ | さとうあい     |